# Kayla Williams
Kayla Williams (Nitro, 8 de maio de 1993) é uma ginasta estadunidense que compete em provas de ginástica artística.
Em meados 2009, Kayla atingiu o nível 10 da ginástica norte-americana, que corresponde a elite sênior internacional, a chamada principal, apta a competir em disputas como os Jogos Olímpicos. Anteriormente, conquistou o Campeonato Olímpico Nacional Júnior, no qual ainda venceu as provas do salto e do solo, além de vice-campeã na trave de equilíbrio. No U.S Classic, além de vencer as disputas do solo e do salto, conquistou vaga para disputar o Mundial de Londres. Nele, saiu-se vencedora do salto sobre a mesa, após superar a suíça Ariella Kaeslin e a francesa Youna Dufournet, para tornar-se a primeira campeão mundial estadunidenses neste aparelho.